# 안도 미즈키
안도 미즈키(일본어: 安藤 瑞季, 1999년 7월 19일~)는 일본의 축구 선수이다.

## 구단 경력
그는 2018년 J1리그의 세레소 오사카에 입단했다. 2020년 4월 J2리그의 FC 마치다 젤비아로 이적했다. 2021년 미토 홀리호크로 이적했다.